# Jean-Pierre Hagnauer
Jean-Pierre Hagnauer (Párizs, 1913. február 24. – Montpellier, 1986. május 7.) francia jégkorongozó, olimpikon.

## Pályafutása
Részt vett az utolsó hivatalos jégkorong-Európa-bajnokságon 1932-ben
A francia válogatottal négy jégkorong-világbajnokságon vett részt (1930, 1931, 1934, 1935)
Az 1936. évi téli olimpiai játékokon, a jégkorongtornán három mérkőzésen játszott.